# П'єдмонт (Західна Вірджинія)
П'єдмонт (англ. Piedmont) — місто (англ. town) в США, в окрузі Мінерал штату Західна Вірджинія. Населення — 718 осіб (2020).

## Географія
П'єдмонт розташований за координатами 39°28′40″ пн. ш. 79°2′48″ зх. д. / 39.47778° пн. ш. 79.04667° зх. д. (39.477785, -79.046528).  За даними Бюро перепису населення США в 2010 році місто мало площу 0,98 км², уся площа — суходіл.

## Демографія
Згідно з переписом 2010 року, у місті мешкало 876 осіб у 385 домогосподарствах у складі 225 родин. Густота населення становила 892 особи/км².  Було 480 помешкань (488/км²).
Расовий склад населення:
| - 77,3 % — білих - 17,9 % — чорних або афроамериканців - 0,1 % — корінних американців - 0,1 % — азіатів |

До двох чи більше рас належало 4,0 %. Частка іспаномовних становила 2,1 % від усіх жителів.
За віковим діапазоном населення розподілялося таким чином: 25,9 % — особи молодші 18 років, 59,7 % — особи у віці 18—64 років, 14,4 % — особи у віці 65 років та старші. Медіана віку мешканця становила 37,1 року. На 100 осіб жіночої статі у місті припадало 89,6 чоловіків;  на 100 жінок у віці від 18 років та старших — 82,3 чоловіків також старших 18 років.
Середній дохід на одне домашнє господарство  становив 32 888 доларів США (медіана — 22 353), а середній дохід на одну сім'ю — 47 185 доларів (медіана — 43 542). Медіана доходів становила 30 000 доларів для чоловіків та 28 542 долари для жінок. За межею бідності перебувало 27,1 % осіб, у тому числі 38,7 % дітей у віці до 18 років та 29,7 % осіб у віці 65 років та старших.
Цивільне працевлаштоване населення становило 295 осіб. Основні галузі зайнятості: освіта, охорона здоров'я та соціальна допомога — 21,4 %, роздрібна торгівля — 12,5 %, виробництво — 12,5 %.